# Brezje ob Slomu
Brezje ob Slomu – wieś w Słowenii, w gminie Šentjur. W 2018 roku liczyła 78 mieszkańców.